# Shaqilat II
Shaqilat II était une reine des nabatéens.
Elle était la fille d'Aretas IV.lors de son second union avec Shaqilath. Elle régna conjointement avec son mari et demi-frère Malichos II. Après la mort de ce-dernier, elle devint régente de son fils Rabbel II.
Des pièces d'argent et de cuivre la représentant avec son mari ou avec son fils ont été découvertes, certaines datées des années royales à gauche de la reine.